# Щарка
Щарка (біл. вёска Шчарка) — село в складі Вілейського району Мінської області, Білорусь. Село підпорядковане Хотеньчицькій сільській раді, розташоване в північній частині області.

## Історія
У 1921–1945 роках застінок знаходилось у Польщі, у Вільнюській губернії, Вілейського повіту, гміні Хотеньчиці.

## Населення
- 1921 рік - 49 люди, 7 будинки[1].
- 1931 рік - 65 люди, 12 будинки[2].